# Koreanische Hochzeit
Die Ehe (koreanisch 결혼 gyeolhon) in Südkorea stellt einen der wichtigsten Übergangsriten (통과의례 tonggwauirye) in das Erwachsenendasein dar. Seit jeher spielt der soziale Status eine entscheidende Rolle und die Familie übt großen Einfluss aus, sowohl vor, als auch während der Ehe. Vollständig traditionelle Hochzeiten sind heutzutage eher selten anzutreffen, die meisten Feierlichkeiten sind westlichen Hochzeiten gleich. Häufig wird, nach der großen Hochzeit im westlichen Stil, im engsten Kreis der Familie eine gesonderte, kleine, traditionelle Zeremonie gefeiert.

## Gesetzliche Rahmenbedingungen
Die Ehe in Südkorea ist ein Bund zwischen Mann und Frau, welchen all diejenigen eingehen dürfen, die das 18. Lebensjahr abgeschlossen haben. Ein Mann und eine Frau, die noch nicht das 18. Lebensjahr vollendet haben, dürfen mit Zustimmung der Eltern oder des gesetzlichen Vertreters heiraten.

## Traditionelle Hochzeit
In Südkorea wird die Ehe nicht nur als die Vereinigung zweier Individuen verstanden. Schon bei der Partnerwahl spielt die Familie eine große Rolle, da die Ehe auch eine Bindung zwischen den beiden Familien symbolisiert. Bevor eine Verlobung bekannt gegeben wird, ist ein Treffen der Familien obligatorisch.

### Ablauf und Zeremonien

#### Vor der Hochzeit
Bevor die Hochzeit stattfindet, gibt es nach Tradition verschiedene Schritte, die ihr vorausgehen.
Zunächst wird mit Hilfe des Kuppelns (의혼, uihon) ein passender Partner gefunden. Dafür werden häufig Kuppler zurate gezogen, die sich über Familien, die infrage kommen, informieren. Wichtig sind der Bildungsstand, der soziale Status und die Familienabstammung. Wenn ein aussichtsreicher Partner gefunden wurde, gibt es ein Treffen zwischen den Eltern und diese lernen auch die potentielle Braut oder den potentiellen Bräutigam kennen. Die beiden zu verheiratenden Individuen jedoch treffen nicht vor der Hochzeit aufeinander, so sieht es die Tradition vor. Wenn nun die Familie des Bräutigams einen Brief mit einem Hochzeitsantrag an die Eltern der Braut schickt und jene akzeptieren, so ist die Hochzeit beschlossen und die weiteren Schritte können eingeleitet werden.
Als Nächstes muss ein Datum festgelegt werden (납채, napchae). Nachdem die Familie des Bräutigams die Zustimmung der Brautfamilie erhalten hat, sendet diese einen sogenannten Saju (사주). Dieser Brief enthält das Geburtsdatum des Bräutigams nach dem Mondkalender. Die im Sa-ju enthaltenen Informationen werden einem Wahrsager anvertraut, welcher ein geeignetes Datum für die Hochzeit bestimmt. Das Datum wird daraufhin per Brief (연길, yeon-gil) an die Familie des Bräutigams gesendet.
Der letzte der Hochzeit vorangehende Schritt ist der Austausch von kostbaren Geschenken (납폐, nab-pye). In einer Kiste, die Ham (함) genannt wird, werden Geschenke an die Braut übergeben. Der Bote, Ham-jin-a-bi (함진아비), der diese Kiste überbringt, wird von einer kleinen Gruppe enger Freunde begleitet. Die Gruppe erhält zudem mit roten Bohnen gefüllte Reiskuchen (봉치떡, bong-chi-ddeok) für die andere Familie. Mit einer kleinen Feierlichkeit sowie Speisen und Getränken werden die Überbringer von der Familie der Braut in Empfang genommen und so für ihre Mühen entlohnt.

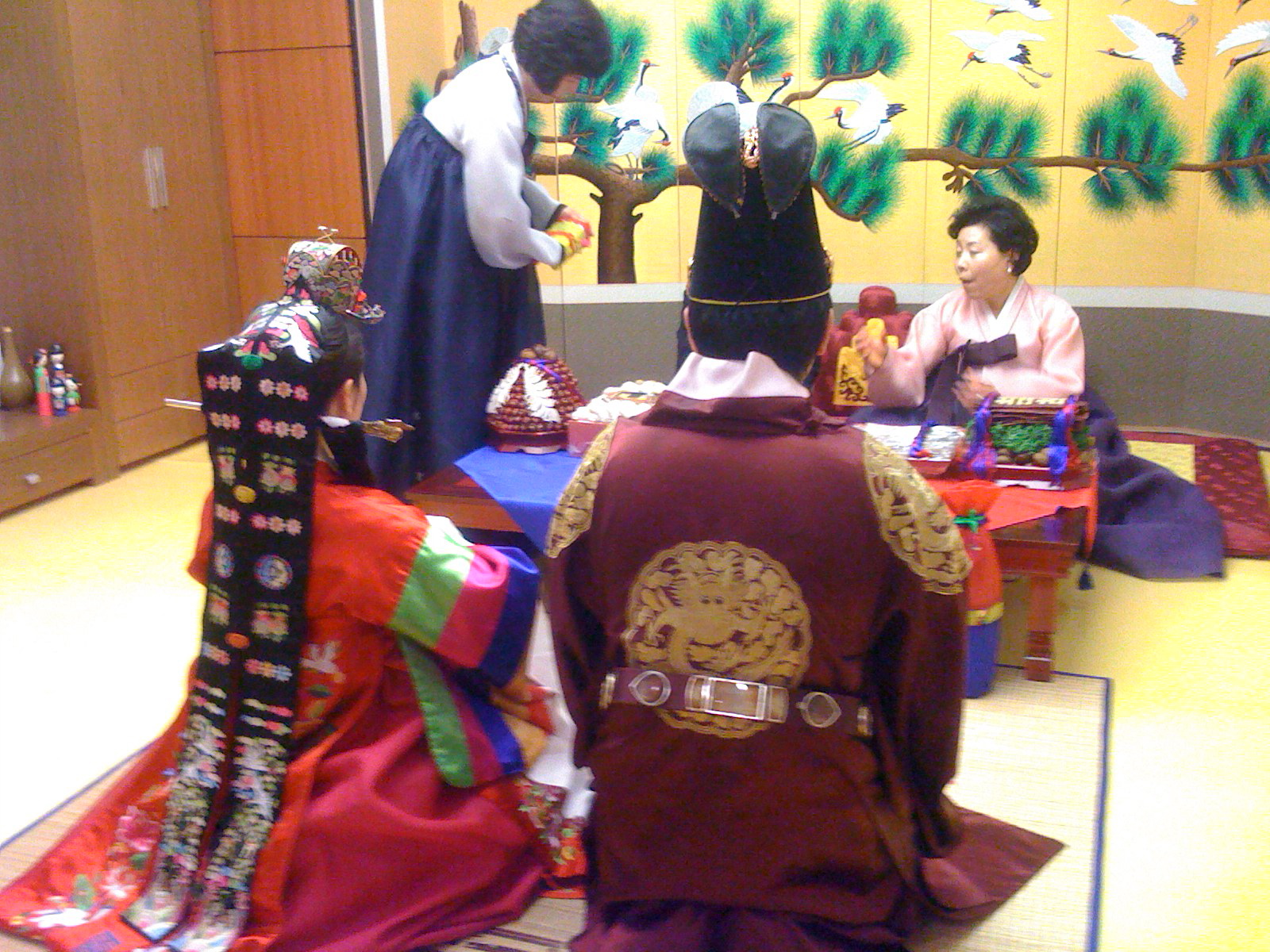
Traditionelle Zeremonie (Pyebaek)

Üblicherweise sind in der Ham drei Gegenstände enthalten. Übergeben wird das in schwarze Seide eingewickelte Hochzeitsdokument (혼서지 honseoji), welches den Namen des Senders und den Sendungsgrund (Heirat) angibt. Jenes war ein Symbol für die Treue der Frau gegenüber einem einzigen Mann, sie soll das Honseoji lebenslang aufbewahren und auch damit beerdigt werden. Das zweite Geschenk ist ein Chae-dan (채단), eine Kollektion von roten und blauen Stoffen, die zur Herstellung von Kleidung genutzt wird. Der rote Stoff wird mit blauen Fäden umwickelt, wohingegen der blaue Stoff in rote Fäden eingewickelt wird. Die Kombination der beiden Farben stellt die Eum/Yang (Yin/Yang) Philosophie dar. Als Letztes wird eine weitere Kollektion von sonstigen Wertgegenständen (혼수, hon-su) überreicht, welche die Eltern des Bräutigams der Braut schenken möchten.

#### Hochzeitszeremonie
Den ersten Teil einer traditionellen Hochzeit stellt die Begrüßung des Bräutigams durch die Familie der Braut (친영례, chin-yeong-rye) dar. Laut Tradition findet die Hochzeit im Haus der Braut statt. Der Bräutigam übergibt der Brautmutter eine hölzerne Mandarinente, die unter anderem Treue symbolisieren soll, da Enten ein Leben lang den gleichen Partner haben.
Danach treffen sich die zukünftigen Eheleute zum ersten Mal. Eine bestimmte Abfolge von Verbeugungen (교배례, gyo-bae-rye) zwischen Braut und Bräutigam werden ausgeführt, welche die entstandene Bindung des Ehepaars zum Ausdruck bringt.
Als letztes Zeremoniell trinken die frisch Vermählten aus einer gemeinsamen Tasse. Helfer schenken immer wieder nach, während Braut und Bräutigam abwechselnd trinken. Danach verbeugt sich das Paar dreimal, einmal für die Eltern, für ihre Vorfahren und einmal für die Gäste.

#### Nach der Hochzeit

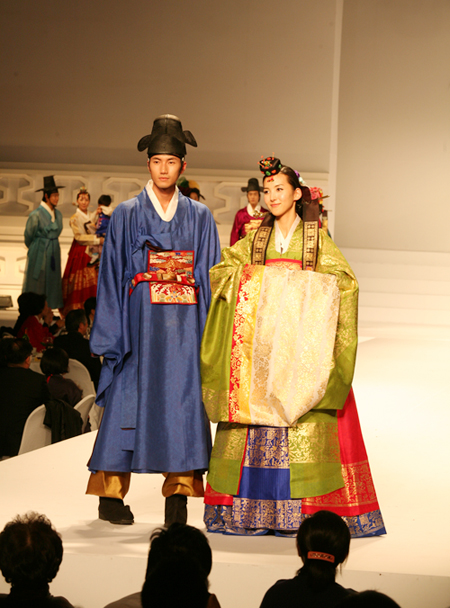
Traditionelle Hochzeitstracht (Han-bok)

Das letzte Zeremoniell nennt sich Pye-baek (폐백). Dieser Teil der traditionellen Hochzeit wird noch heutzutage, nach einer westlichen Hochzeit, im kleinen Kreis der Familie gefeiert. Nach altem Brauch trifft die Braut auf diese Weise zum ersten Mal ihre Schwiegereltern. Es wird ein Verbeugungsritual durchgeführt, bei dem sich das Ehepaar vor den anwesenden Familienmitgliedern (meist den Eltern) verbeugt. Das Paar und die Eltern sitzen an einem niedrigen Tisch, auf dem Datteln und Kastanien liegen. Die Eltern werfen nun die Datteln und Kastanien in die Luft und das Brautpaar versucht, diese mit den langen Ärmeln des traditionellen Kleides aufzufangen. Die Anzahl der gefangenen Früchte soll dafür stehen, wie viele Kinder die Braut haben wird. Anschließend trägt der Bräutigam die Braut zweimal huckepack um den Tisch, um zu zeigen, dass er sie unterstützen kann.

### Hochzeitstracht

#### Frauen
Die traditionelle koreanische Kleidung wird Hanbok (한복) genannt. Heutzutage wird dieser nur noch zu besonderen Anlässen, wie einer Hochzeit, getragen.
Vor der Heirat tragen junge Frauen oft einen roten Chi-ma (치마, langer Rock) und eine gelbe Jeo-go-ri (저고리), eine langärmelige, einem Bolero ähnelnde, kurz geschnittene Jacke. Wenn die junge Braut nach der Hochzeit ihre Schwiegereltern trifft, wechselt sie stattdessen zu einer grünen Jacke.

#### Männer
Die Kleidung für Männer besteht ebenfalls aus einer Jacke, die jedoch länger geschnitten ist, und dazu einem Paar weiter Hosen (바지, ba-ji), die am Knöchel gebunden werden. Sowohl Männer als auch Frauen können eine Art Übermantel (두루마기, du-ru-ma-gi) tragen.

## Moderne Hochzeit
Schon seit einigen Jahrzehnten lässt sich in Südkorea ein Trend zu Hochzeiten im westlichen Stil feststellen.

### Ablauf

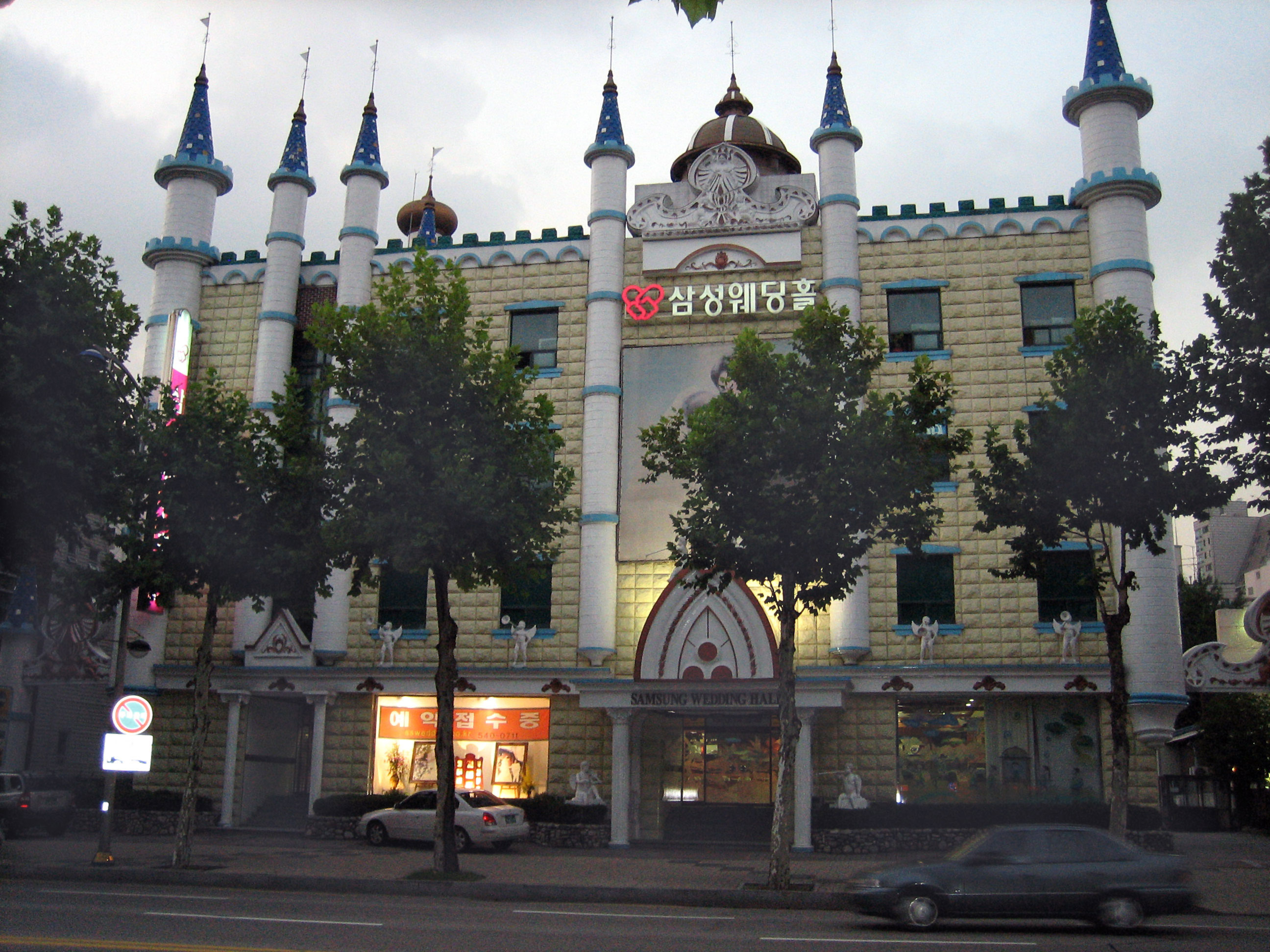
Samsung Hochzeitshalle in Seoul

Im Gegensatz zu den meisten westlichen Bräuchen findet die Hochzeit nicht in einer Kirche, sondern in einer sogenannten Hochzeitshalle statt. Dort werden Trauräume sowie ein Restaurant mit Buffet zur Verfügung gestellt. Meist befinden sich diese Trauräume in großen Gebäuden, in denen simultan mehrere Hochzeiten stattfinden. Die Zeremonien sind meist nach 30 Minuten bereits beendet. Zur Vorbereitung und Organisation engagiert das Brautpaar üblicherweise einen Hochzeitsplaner beziehungsweise es bucht bereits mit der Hochzeitslocation weiteren Service wie Bekleidung, Catering, Make-up und Ähnliches mit.
Bei der kurz gehaltenen Trauung trägt die Braut ein weißes Brautkleid und der Bräutigam einen schwarzen Anzug. Anschließend werden Hochzeitsbilder mit der Familie und engen Freunden gemacht, die Hochzeitstorte angeschnitten und der Brautstrauß geworfen. Dem Brautpaar steht oft ein mehrköpfiges Fotografenteam zur Verfügung, welches den Ablauf der Vorbereitungen und der Zeremonie über den Tag hinweg festhält. Außerdem ist es üblich, dass die Braut jederzeit eine ausgebildete Kosmetikerin bei sich hat, um immer so gut wie möglich auszusehen.
Nach der Zeremonie begeben sich das Brautpaar und die Gäste gemeinsam zur Speisehalle, in der ein Buffet angeboten wird. Typisch hierbei sind koreanische Speisen wie Mandu, mit Fleisch oder Gemüse gefüllte Teigtaschen, Gimbap, koreanisches Sushi oder Bulgogi, dünn geschnittenes, mariniertes Fleisch. Meist speisen die verschiedenen Hochzeitsgesellschaften gemeinsam in dem weitläufigen Restaurant.
Nach der modernen Hochzeit wird im engen Kreis der Familie noch die traditionelle Zeremonie, Pyebaek, gehalten. Gäste, die nicht zur nahen Verwandtschaft gehören, sind hierbei nicht erlaubt. Die Zeremonie beinhaltet Verbeugungsrituale und symbolisiert die Vereinigung der beiden Familien. Es wird traditionelle Kleidung, Hanbok, getragen, die von Verleihern (auch von der Hochzeitshalle) gemietet werden kann.

### Hochzeitsgeschenk
Üblicherweise erhält das Brautpaar Geldgeschenke von seinen Gästen. Abhängig davon, ob man von der Seite des Bräutigams oder der Braut eingeladen wurde, wird das Geld von einem entsprechenden Vertreter angenommen. Bei Ankunft und Registrierung der Gäste im Foyer wird der Geldumschlag abgegeben und sowohl Name als auch geschenkte Summe werden notiert. Sodass die Beschenkten in Zukunft auch einen entsprechenden Betrag zurückschenken können. Die Höhe hängt dabei davon ab, wie gut man das Brautpaar kennt, generell kann man mit einer Summe zwischen 30.000 KRW und 50.000 KRW (25–40 Euro) rechnen.

## Andere Arten von Ehen

### Gleichgeschlechtliche Ehen
Gleichgeschlechtliche Ehen sind in Korea nicht legal anerkannt, auch eingetragene Partnerschaften sind nicht erlaubt.
Somit hat man in gleichgeschlechtlichen Partnerschaften auch keinerlei Rechte wie Steuer- und Ehegesetze. Deutlich wurde dies, als im Jahr 2004 eine homosexuelle Frau auf einen Vermögensanteil aus ihrer in die Brüche gegangenen, langjährigen Beziehung klagen wollte. Vor Gericht erhielt sie kein Recht, da man die Steuer- und Ehegesetze nur auf offiziell verheiratete Paare beziehen kann, was bei ihr und ihrer Partnerin eben nicht zutraf.
Entgegen der Gesetzeslage haben sich die zwei südkoreanischen Filmemacher Kimjo Gwang-soo und Kim Seung-hwan im September 2013 öffentlich das Ja-Wort gegeben. Die Hochzeit wurde kurzzeitig von einem 54-jährigen Mann, streng christlich, unterbrochen, als dieser sich gegen Homosexualität aussprach und diese als eine Sünde bezeichnete.

### Internationale Ehen
In den letzten Jahren hat die Zahl an gemischten Ehen in Korea immer weiter abgenommen. Im Jahr 2020 gab es laut Statistics Korea 15.341 Ehen zwischen Koreanern und Ausländern, was 7 % der gesamten Eheschließungen des Jahres in Korea ausmachte.
Weit verbreitet sind internationale Eheschließungen zwischen älteren koreanischen Junggesellen, die durch Heiratsvermittler ihre oft jüngeren Bräute in südostasiatischen Ländern finden. Regulierungen sollen den Zweck erfüllen, Frauen aus unterentwickelten Ländern, die über Vermittler nach Südkorea verheiratet werden, zu schützen, da viele der Betroffenen unter den Bedingungen der oft voreilig geschlossenen, arrangierten Ehen leiden.
Auch viele bekannte koreanische Persönlichkeiten führen gemischte Ehen, wie zum Beispiel die koreanische Schauspielerin Chae Rim, die im Oktober 2014 den chinesischen Schauspieler Gao Xingqi geheiratet hat. Die beiden lernten sich beim Dreh für ein chinesisches Drama kennen, in welchem sie ein verheiratetes Paar spielten. Der Komiker Jung Joon Ha heiratete im Mai 2012 die japanische Flugbegleiterin Nina Yagi, welche er auf einem Flug kennenlernte.

## Scheidung
Für Frauen galten ab dem 17. Jahrhundert Scheidungen als Makel. Seit dem 19. Jahrhundert zeichnet sich ein Wandel in der Gesellschaft ab, da die Liebesheirat immer üblicher wurde. Seit den 1990ern steigt die Scheidungsrate um etwa 0,5 % pro Jahr. 2006 war es bereits das Land mit der dritthöchsten Scheidungsraten weltweit. Wegen des früheren Stigmas gegenüber geschiedenen Frauen ist es nennenswert, dass 2003 mehr als die Hälfte der Scheidungen von Frauen eingereicht wurden, was den Wandel seit dem 17. Jahrhundert nochmal verdeutlicht.
In Südkorea unterscheidet man zwischen zwei Arten von Scheidung: zum einen der einvernehmlichen und zum anderen der gerichtlichen Scheidung.

### Einvernehmliche Scheidung
Um eine einvernehmliche Scheidung durchzuführen, muss das Paar beim Familiengericht angeben, dass es die Scheidung wolle. Dabei werden bestimmte Dokumente benötigt, unter anderem das Hochzeitszertifikat, die Ausweise und, sollten Kinder beteiligt sein, eine schriftliche Vereinbarung (oder gerichtliche Entscheidung) über das Sorgerecht und die Vormundschaft. Dem Paar wird zunächst eine Paartherapie oder Beratung empfohlen.
Nachdem alle nötigen Dokumente eingereicht wurden, erhält das Paar eine Unterweisung zum Ablauf der Scheidung. Ungefähr einen Monat später wird das Scheidungsurteil gesprochen. Wenn das Paar Kinder hat, so kann es bis zu 3 Monate dauern, bevor die Scheidung endgültig wird. Innerhalb von drei Monaten nach Erhalt der Bestätigung muss das Paar eine (notariell) bescheinigte Kopie bei den lokalen Behörden einreichen. Für die Scheidung fällt eine Bearbeitungsgebühr von ungefähr 50.000 KRW (ca. 40 Euro) an.

### Gerichtliche Scheidung
Die gerichtliche Scheidung hingegen wird für beide Parteien meist teurer, da Anwälte eingeschaltet werden, um die Bedingungen der Scheidung zu verhandeln. Auch die Dauer ist um einiges länger, viele Gerichtsverhandlungen können erst bis zu einem Jahr später angesetzt werden. Gründe für eine gerichtliche Scheidung können unter anderem der Missbrauch durch den Partner (oder dessen Verwandte) sein sowie ein seit drei Jahren als vermisst gemeldeter Partner.

## Im Film
- My Little Bride (어린신부 Eorin Sinbu). Regie: Kim Ho-jun. ROK 2004.
- Die koreanische Hochzeitstruhe. Regie: Ulrike Ottinger. BRD 2008.